# Thai Union Group
Thai Union Group, ou Thai Union Frozen Products, est une entreprise thaïlandaise de pêche et de transformation de produits de la mer. Fondée en 1977, elle possède les marques Chicken of the Sea, John West Foods, Petit Navire, Parmentier, Mareblu, Century, Sealect, Fisho et Bellotta. Elle est cotée dans l'indice SET50 Index de la bourse de Thaïlande (TU).
Cette société est accusée de pratiquer la pêche du thon à la palangre, procédé qui serait en partie responsable de la disparition des requins dans les océans.

## Histoire
Thai Union Group a été fondée le 17 mars 1977 sous le nom d’Asian Pacific Thai Tuna Co, Ltd., avec un capital de 25 millions de bahts. Elle a été renommée Thai Union Frozen Products PLC en mars 1988, puis Thai Union Group PLC (TU) en septembre 2015, dans le cadre d'un important changement d'image de la société.
En septembre 2014, elle a acquis MerAlliance, une entreprise française de pêche, qui avait elle-même acquis l'entreprise écossaise ESCo en 2012, pour un montant inconnu. Le même mois, Thai Union Group a acquis l'entreprise norvégienne King Oscar pour un montant indéterminé.
En décembre 2014, Thai Union Frozen a lancé une offre d'achat sur l'entreprise américaine Bumble Bee Seafoods (en), spécialisée dans le thon et les sardines, pour 1,5 milliard de dollars. Cette transaction a été annulée par les autorités de la concurrence américaine.
En juillet 2016, Thai Union annonce acquérir Les Pecheries de Chez Nous, entreprise canadienne spécialisée dans la production de homard, pour un montant non-révélé.

## Controverse
Thai Union Group a été accusé entre autres dans un article du New York Time pour une pratique d'une forme d'esclavagisme, incluant le travail d'enfants. Thai Union Group s'est défendu contre de telles accusations[réf. nécessaire].

### Surpêche
Greenpeace dénonce de son côté les méthodes de concentration de poissons, destructrices. Cependant, en juillet 2017, Thai Union Group décide de faire un accord avec Greenpeace  et promet  ,, :
- la réduction de 50 % en moyenne d'ici à 2020 du nombre de dispositif de concentration de poissons utilisés dans l'ensemble de ses chaînes d'approvisionnement .
- étendre au niveau mondial le moratoire concernant le transbordement en mer
- La mise en place d'un système de traçabilité permettant aux consommateurs de vérifier la provenance du thon et la façon dont il a été pêché.

L'accord prévoit que Greenpeace et Thai Union se rencontrent tous les six mois pour vérifier la mise en place des mesures. Et  à la fin de l'année  2018, un organisme tiers indépendant vérifiera les progrès accomplis .
En 2019, la marque Petit Navire est mise en cause dans le magazine Cash Investigation, pour la surpêche du thon albacore avec l'utilisation des DCP dans l'Océan Indien, l'obtention discutable de subventions européennes et les montages financiers autour de la reprise de Petit Navire.